# Australieni
Australienii (în engleză Australians, pronunțat: /əˈstreɪljənz/) sunt un popor asociat cu continentul Australia, care au în comun istoria, cultura și limba (engleza australiană). Australienii din zilele noastre sunt cetățeni ai Commonwealth of Australia.
Majoritatea australienilor sunt descendenți ai popoarelor din insulele britanice, Regatul Marii Britanii colonizând acest teritoriu în 1788. Înainte de venirea britanicilor, Australia a fost populată de diverse popoare aborigene.

## Grupuri etnice europene
| Origini comune europene conform recensământului din 2011 | Origini comune europene conform recensământului din 2011 | Origini comune europene conform recensământului din 2011 | Origini comune europene conform recensământului din 2011 | Origini comune europene conform recensământului din 2011 |
| -------------------------------------------------------- | -------------------------------------------------------- | -------------------------------------------------------- | -------------------------------------------------------- | -------------------------------------------------------- |
| Origine                                                  |                                                          |                                                          | Populație                                                |                                                          |
| Anglo-celtică (estimare)                                 | Anglo-celtică (estimare)                                 |                                                          | 74.0%                                                    | 74.0%                                                    |
| Engleză                                                  | Engleză                                                  |                                                          | 36.1%                                                    | 36.1%                                                    |
| Irlandeză                                                | Irlandeză                                                |                                                          | 9.7%                                                     | 9.7%                                                     |
| Scoțiană                                                 | Scoțiană                                                 |                                                          | 8.3%                                                     | 8.3%                                                     |
| Italiană                                                 | Italiană                                                 |                                                          | 4.3%                                                     | 4.3%                                                     |
| Germană                                                  | Germană                                                  |                                                          | 4.2%                                                     | 4.2%                                                     |
| Greacă                                                   | Greacă                                                   |                                                          | 1.8%                                                     | 1.8%                                                     |
| Olandeză                                                 | Olandeză                                                 |                                                          | 1.7%                                                     | 1.7%                                                     |

În prezent, australienii de origine europeană și în special engleză, reprezintă majoritatea dominantă în Australia, numărul acestora estimându-se la 85–92% din totalul populației.

## Istoricul populației
Date conform Australian Bureau of Statistics. De notat că estimările numărului populației din tabelul de mai jos nu includ populația aborigenă înainte de 1961. Estimările numărului populației aborigene dinainte de colonizarea teritoriului de către europeni variază între 300.000 și un milion, iar arheologii indică un număr sustenabil al populației de circa 750.000.
| Colonie a Coroanei (pre-federație) |           |      |           |
| An                                 | Populație | An   | Populație |
| 1788                               | 859       | 1848 | 332.328   |
| 1798                               | 4.588     | 1858 | 1.050.828 |
| 1808                               | 10.263    | 1868 | 1.539.552 |
| 1818                               | 25.859    | 1878 | 2.092.164 |
| 1828                               | 58.197    | 1888 | 2.981.677 |
| 1838                               | 151.868   | 1898 | 3.664.715 |

| An   | Populație | % creștere |
| ---- | --------- | ---------- |
| 1901 | 3.788.123 | –          |
| 1906 | 4.059.083 | 7,2        |
| 1911 | 4.489.545 | 10,6       |
| 1916 | 4.943.173 | 10,1       |
| 1921 | 5.455.136 | 10,4       |
| 1926 | 6.056.360 | 11,0       |
| 1931 | 6.526.485 | 7,8        |
| 1936 | 6.778.372 | 3,4        |

| An   | Populație  | % creștere |
| ---- | ---------- | ---------- |
| 1941 | 7.109.898  | 4,9        |
| 1946 | 7.465.157  | 5,0        |
| 1951 | 8.421.775  | 12,8       |
| 1956 | 9.425.563  | 11,9       |
| 1961 | 10.548.267 | 11,9       |
| 1966 | 11.599.498 | 10,0       |
| 1971 | 13.067.265 | 12,7       |
| 1976 | 14.033.083 | 7,4        |

| An              | Populație  | % creștere |
| --------------- | ---------- | ---------- |
| 1981            | 14.923.260 | 6,3        |
| 1986            | 16.018.350 | 7,3        |
| 1991            | 17.284.036 | 12,8       |
| 1996            | 18.310.714 | 5,9        |
| 2001            | 19.413.240 | 6,0        |
| 2006            | 20.848.760 | 7,4        |
| 2011            | 21.507.717 | 3,2        |
| 2014 (estimare) | 23.500.000 | 9,3        |

## Religia
| Religia în Australia | Religia în Australia | Religia în Australia | Religia în Australia | Religia în Australia |
| -------------------- | -------------------- | -------------------- | -------------------- | -------------------- |
| Religie              |                      |                      | procentaj            |                      |
| Romano-catolicism    | Romano-catolicism    |                      | 25,3%                | 25,3%                |
| Protestantism        | Protestantism        |                      | 21,2%                | 21,2%                |
| Anglicanism          | Anglicanism          |                      | 17,1%                | 17,1%                |
| Ortodoxie            | Ortodoxie            |                      | 2,6%                 | 2,6%                 |
| Islam                | Islam                |                      | 2,2%                 | 2,2%                 |
| Budism               | Budism               |                      | 2,1%                 | 2,1%                 |
| Hinduism             | Hinduism             |                      | 1,3%                 | 1,3%                 |
| Iudaism              | Iudaism              |                      | 0,4%                 | 0,4%                 |
| Altele               | Altele               |                      | 1,2%                 | 1,2%                 |
| Nedeclarată          | Nedeclarată          |                      | 9,4%                 | 9,4%                 |
| Fără religie         | Fără religie         |                      | 22,3%                | 22,3%                |

Australienii au diverse convingeri religioase și spirituale, majoritar (61%) fiind creștinismul conform recensământului din 2011.